# اللغة الإعلامية

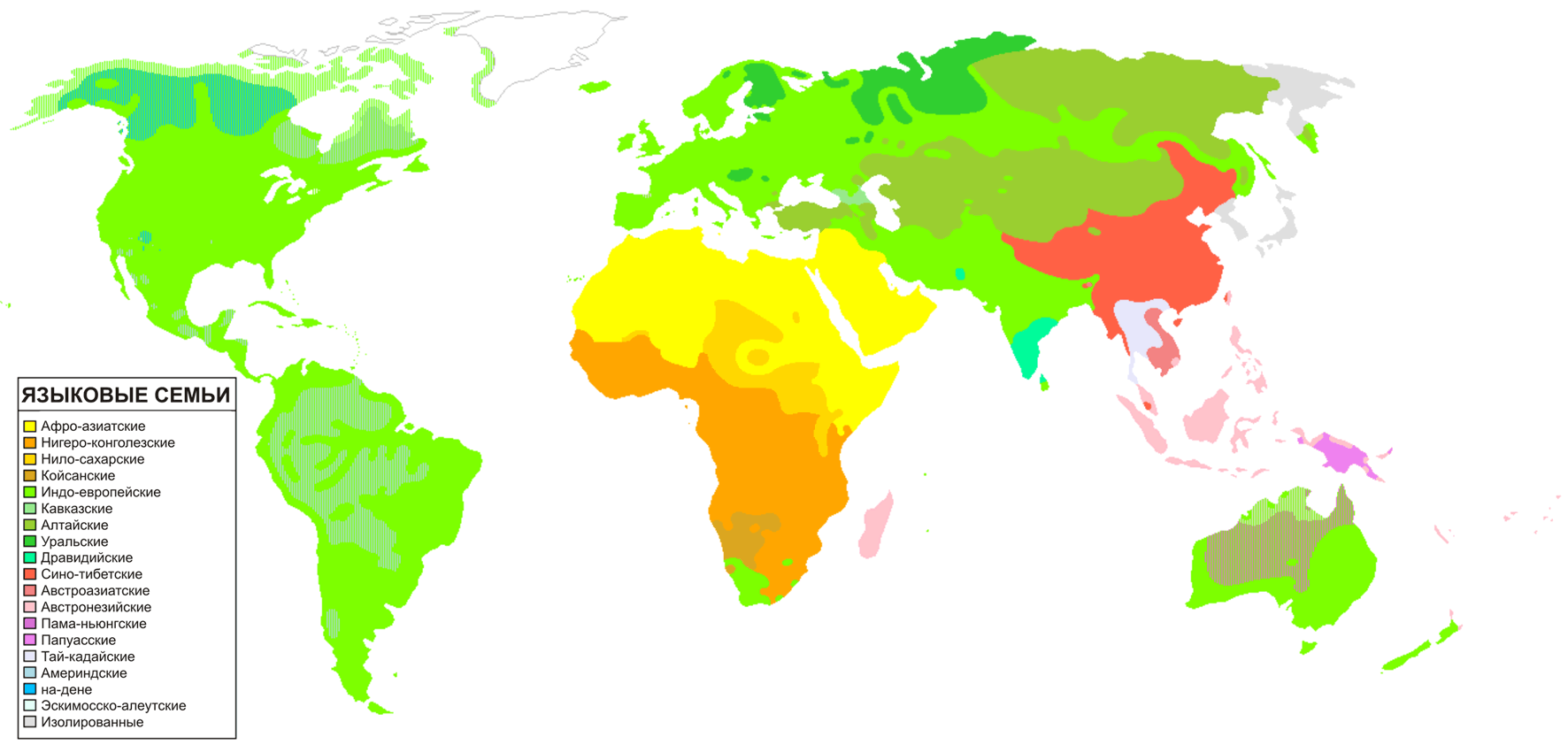

اختلف الباحثون في تعريف لغة الإعلام (بالإنجليزية: Media linguistics) وفي تحديد مميزاتها فأطلقوا عليها تسميات مختلفة مثل اللغة الثالثة التي تتوسط الفصحى والعامية، أو فصحى العصر التي تواكب التطور الاجتماعي والمعرفي لبنية حضارة العرب. اللغة العربية الجديدة التي تستند في أصولها إلى العربية القديمة، وتستجيب لمستجدات العصر والحاجات التعبيرية للناطقين بها، وذهب بعضهم إلى أنها النثر العملي الذي ظهر مع ظهور الصحافة ويقع في منطقة وسطى بين لغة النثر الفني؛ أي لغة الأدب والنثر العادي؛ أي لغة التخاطب اليومي.
عُرِّفت أيضا على أنها اللغة التي تمتاز بالبساطة والوضوح، وتنأى ما أمكن عن صفات التعالي على القراء أو التقعر أو الغرابة، وجاءت تسميتها «فصحى العصر» تمييزا لها من «فصحى التراث» وعامية المثقفين والمتنورين وهي جامعة لصحة الفصحى وسلامتها ووضوح العامية وبساطتها.  
ولأن اللغة أداة الإعلام وبها يتواصَل مع الجمهور المستهدف بالرسالة الإعلاميّة، فقد كان لزاماً على وسائل الإعلام المواءمة بين أداتها اللغوية، ومستوى مستخدمي هذه اللغة إذا أرادت أن تؤدي مهمتها وتحقق هدفها وتحوز رضا الجمهور وتجذبه إليها وتشجعه على متابعتها.

## خصائص اللغة الإعلامية
تبدو هذه اللغة من غير ضوابط ولم تستقر بعد على صورة واضحة فهي تتجاوز ذاتها كل يوم في وسائل الإعلام، وتأتي بألفاظ جديدة واستخدامات لغوية مُخترعة، وتتطور بلا حدود أو قيود مما يُخشى معه بعد تحطيمها قواعد الفصحى أن تكون من غير قواعد ضابطة لها، فهي تعتمد على المحكيات من اللهجات المحليّة، وعلى المترجمات من الألفاظ والأساليب وعلى التبسيط والاستسهال في البناء اللغوي بحجة التواصل مع الجمهور وإيصال الرسالة الإعلامية بلغة يفهمها ويتفاعل معها.
وبقطع النظر عن طبيعة كل وسيلة من وسائل الإعلام وخصوصيتها وحاجتها إلى لغة خاصة بها متوائمة معها، فإن هناك عدة خصائص عامة يجب توفرها في اللغة الإعلامية، يمكن أن نختار أهمها على النحو الآتي:

### الوضوح
تعد هذه السمة هي أبرز سمات لغة الإعلام، ويرجع ذلك إلى طبيعة وسائل الإعلام من ناحية وإلى خصائص جمهورها من ناحية أخرى، فإذا كانت الكلمات غير واضحة في الراديو فَقَدَ المستمع المضمون المقدم ولم يستطع استرجاعه للتأكد منه أو للاستفهام عما غمض منه، وجمهور وسائل الإعلام هم فئات متنوعة ويميلون إلى العجلة في تعرضهم للوسائل وليس لديهم الرغبة من ناحية والوقت من ناحية أخرى للتركيز في المضمون المقدم، ولذا يجب أن تكون الكلمات والجمل والمعاني واضحة كل الوضوح حتى تحقق أهدافها.

### المُعاصَرَة
يقصد بها أن تكون الكلمات والجمل والتراكيب والتعبيرات اللغوية متماشية مع روح العصر ومتسقة مع إيقاعه، فالجمل الطويلة والكلمات المعجمية والجمل المركبة قد لا تكون مناسبة للغة الإعلامية إلا في موضوعات معينة وفي حالات محددة.

### الملاءمة
يقصد بها أن تكون اللغة متلائمة مع الوسيلة من ناحية ومع الجمهور المستهدف من ناحية أخرى، فلغة الراديو هي لغة ذات طابع وصفي وهي لغة تتوجه إلى حاسة السمع ولذا يجب أن تكون مفردات هذه اللغة ملائمة لهذه الحاسة ولغة الصحافة تستهدف فئات اجتماعية وتعليمية واقتصادية معينة وتتوجه إلى حاسة البصر فيجب أن تكون ملائمة أيضا.

### الجاذبية
ويقصد بها أن تكون الكلمة قادرة على الحكي والشرح والوصف بطريقة حية ومسلية ومشوقة فلا وجود لجمهور يتوق إلى الاستماع أو المشاهدة أو القراءة لمضمون جاف خال من عوامل الجاذبية والتشويق.

### الاختصار
وتنبع هذه الخصيصة من طبيعة الوسيلة المحدودة من ناحية وطبيعة الجمهور غير القادر على الاستمرار في المتابعة طويلا من ناحية أخرى، فمهما كان حجم الصحيفة كبيرا فإنها محدودة في صفحاتها والمطلوب كتابته أكبر من عدد ورقاتها، ومهما كان وقت البرنامج كبيرا فالموضوعات أكبر منه ولذلك فلا بد من الاختصار ولا بد أن تكون اللغة قادرة على الاختصار والإيجاز ومساعدة عليه.

### المرونة
ويقصد بها أن تكون اللغة قادرة على التعبير عن مختلف الموضوعات بسلاسة ودون تعسف، ويقصد بها أن تكون متعددة المستويات بحيث تستطيع مخاطبة أكثر من جمهور ومعالجة أكثر من موضوع وقضية.

### الاتساع
ويُقصد به أن يكون عدد المفردات كبيرا بحيث تلبّي الاحتياجات المختلفة واللغة الإعلامية متسعة وتتّسع بشكل يومي وقد يكون الاتصال مع الثقافات الخارجية وضرورة الترجمة اليومية لكثير من المصطلحات أثره في زيادة حجم اللغة الإعلامية واتساعها.

### القابلية للتطور
وهي سمة ملازمة للغة الإعلامية فلغة الإذاعة في الثلاثينيات غير مثيلتها في الخمسينيات والستينيات وهذه بدورها تختلف عن مثيلتها في السبعينيات وحتى التسعينيات، ولغة وسائل الإعلام في السنوات الأخيرة مختلفة عما سبقها، صحيح أن بها عناصر ضعف ولكنّها أصبحت أكثر قدرة على التعبير وأكثر قدرة على الجذب.

## مجالات اللغة في الإعلام

### لغة الصحافة
أَطلق على لغة الإعلام في البداية لغة الصحافة لأنها كانت وسيلة الإعلام الوحيدة وتدرجت لغة الصحافة من ركاكة العصر الذي ظهرت فيه إلى القوة والفصاحة حيث شارك في الكتابة الصحفية أدباء كبار أمثال العقاد، والمازني، والرافعي، وطه حسين وكانوا يحرصون على أن تكون لغتهم بسيطة واضحة رشيقة لا تخرج عن الفصحى بشيء لا في اللفظ ولا في التركيب، ولذلك تحاشوا غرابة اللفظ والتقعر في الأداء حيث لا يشعر القارئ أن الكاتب يتعالى عليه وأنه يورد في كتابته ما لا يعرفه إلا الخاصة فتفقد الصحافة جماهيريتها لأن اللغة آن ذاك تصبح سدّا يحول بين المتلقي والرسالة الإعلامية.

### لغة الإذاعة
ثم ظهرت الإذاعة وهي عودة إلى الحضارة السمعية التي عرفها العرب قبل التدوين () فاستقطبت جماهير غفيرة من المستمعين، واتبّعت الإذاعة الصحافة في لغتها وقدمت مستويات مختلفة من الأداء اللغوي تتراوح بين الفصحى والبرامج الثقافية والعامة في البرامج الترفيهية مرورا باللغة الوسطى، أو لغة الصحافة التي تؤدى بها الأخبار والتعليقات والمقابلات والحوارت، وإن كانت في بدايتها ملتزمة بالفصحى فضلا عمّا استخدمته من تغييرات واصطلاحات استلزمتها المرحلة الجديدة
واستطاعت الإذاعة أن تشكل حولها مجموعة متجانسة من المستمعين باستخدامها خطابا لغويا يفهمه الناس جميعا فكان تأثيره اللغوي كبيرا إلا أنها لم تستمر في ذلك، فقدمت إذاعات الدول العربية بعض موادها الإذاعية باللهجة العامية المحلية التي لا يفهمها الجمهور العربي في البلاد الأخرى، وزاد الأمر خطورة عند ظهور محطات الإذاعة الخاصة التي اتخذت اللهجات العامية لغة لها ووسيلة تواصل مع جمهور محدد من المستمعين لغايات ظاهرة ومستترة.

### لغة التلفاز
جاء التلفاز مكملا لمهمة الإذاعة الإعلامية وسار في مسارها اللغوي لكنه سرعان ما طغى على وسائل الإعلام السابقة، وغدا التلفاز مصدر ثقافة لكثير من الناس ومنها الثقافة اللغوية التي هبطت إلى مستوى ضعيف بل إلى العامية الخالصة في بعض محطات التلفاز الخاصة والمتخصصة في نشاطها، وفي كثير من المواد الإعلامية للمحطات التلفزيونية الرسمية أيضا.
نقلت وسائل الإعلام أزمة اللغة العربية من دوائرها الثقافية والتعليمية إلى العلن وزادت في تعقيدها بدلا من حلها كما كان متوقعا من قبل.
يقوم الإعلام بمجموعة من الوظائف والأدوار من قبيل: الإخبار، والتواصل، والتوعية، والتثقيف، والتربية، ثم الترويح على النفس… وله تأثير كبير في جماهير المتلقّين والمشاهدين، وهذا ما أكسبه أهمية في عملية البناء التنموي، ويمكن الزّعم أن الإعلام يمثل أحد العناصر الأساس التي تسهم في تشكيل ملامح المجتمع، والمتأمل لوسائل الإعلام اليوم يجدها لا تفي بالغرض والقصد، فالوظيفة الإخبارية للإعلام تظل، إلى حد ما، غير فعالة لدى بعض الفئات، ونقصد هنا الفئة المثقفة، إذ تحتاج الجودةَ في اللغة والأداء لتستقبل كل الخطابات وتتفاعل معها، أما الخطاب الذي لا طائل وراءه فلا يتوجهون إليه، فإن ثمة رداءة في الأداء وضعف في اللغة، فالمتلقي المثقف يعوّض الأوقات التي يخسرها أمام الوسائل الإعلامية في أمور أخرى.
إذا كانت مهمة الارتقاء باللغة العربية، وتحسين مستوى المتلقي من مهام وسائل الإعلام والاتصال، فمن الضروري أن تؤدي الدور المنوط بها على أكمل وجه، ولا ينبغي أن تخوض
مواضيع وبرامج تافهة، تدمر الفكر والتفكير العربي، أو تلك التي من شأنها التقليل من المستوى الثقافي والمعرفي.

## اللغة العربية وتطور وسائل الإعلام
لقد أفضى بنا التقدم الحاصل في مجال الاتصال، إلى تحصيل نتائج ذات بعدين؛ الأول إيجابي والثاني سلبي، أما الأول فيتمثل في: نجاعة وسائل الإعلام، وقدرتها على إيصال الخبر بسرعة، الشيء الذي يجعل المتلقّي أكثر اندماجا وعلما بما يحيط بمجتمعه، بل ليس في حدود أخبار مجتمعه فحسب، إنما أخبار العالم، كما أن الصورة تجعل الخبر واضحا ومستوعبا من قبل جميع فئات المجتمع، بل أكثر من ذلك; بعد ما أصبحت بعض الأجهزة كالهواتف الذكية والحواسيب تجمع بين الصوت والصورة، مما يزيد من نسبة التفاعل، وتمكن كل فرد من الاطلاع على كل أنوع الأخبار (الرياضة، السياحة، الثقافة…) حيث تعددت الجرائد الإلكترونية وتنوعت تطبيقات الهواتف الذكية، وصرنا نجد (السكايب، الفايسبوك، الواتساب، الفايبر، إيمو… وغيرها)، عوضا عن الكتابة أو الصوت، والبعد الثاني: سلبي تمثل في جلب الظلم للغة العربية، وجعلها لغة ثانوية ومصحوبة بالأخطاء، لكن ما ينبغي التنبيه به هو خطورة هذا التطور وأثره في المتلقي، صحيح أن وسائل الإعلام قد قربت البعيد، وجعلت العالم أشبه ما يكون بقرية صغيرة.

## دور الإعلام في التحكم والسيطرة على الشعوب
تستخدم الدولة نفسها للإعلام للسيطرة على شعبها، أو استخدام رجال الأعمال من مالكى وسائل الإعلام للوسيلة الإعلامية لتوجيه الرأي العام وتشكيلة والسيطرة علية بما يخدم توجهاتهم وسياستهم سواء كانت مع أو ضد الدولة ذاتها، وهنا درجات السيطرة تختلف باختلاف درجة ثقافة ووعى شعب تلك الدولة.